# مینوتور

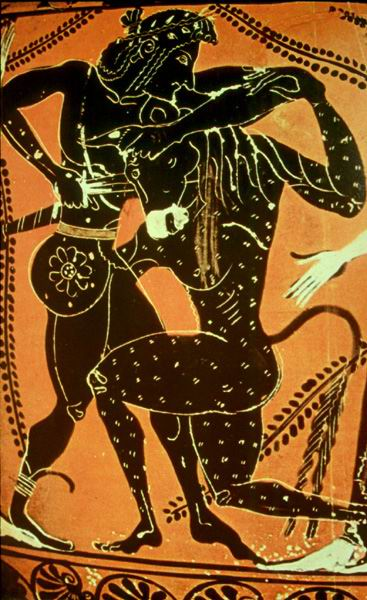
تسئوس در حال نبرد با مینوتور

مینوتاوروس یا مینوتور (به یونانی: Μῑνώταυρος) هیولای افسانه‌ای در اسطوره‌های یونانی با سر و دم گاو نر و بدن مرد بوده که در مرکز هزارتوی کرت می‌زیسته؛ عمارتی که دایدالوس و پسرش ایکاروس به‌فرمان پادشاه کرت، مینوس طراحی کردند. مینوتور به دست قهرمان آتنی تسئوس کشته شد.

## اسطوره

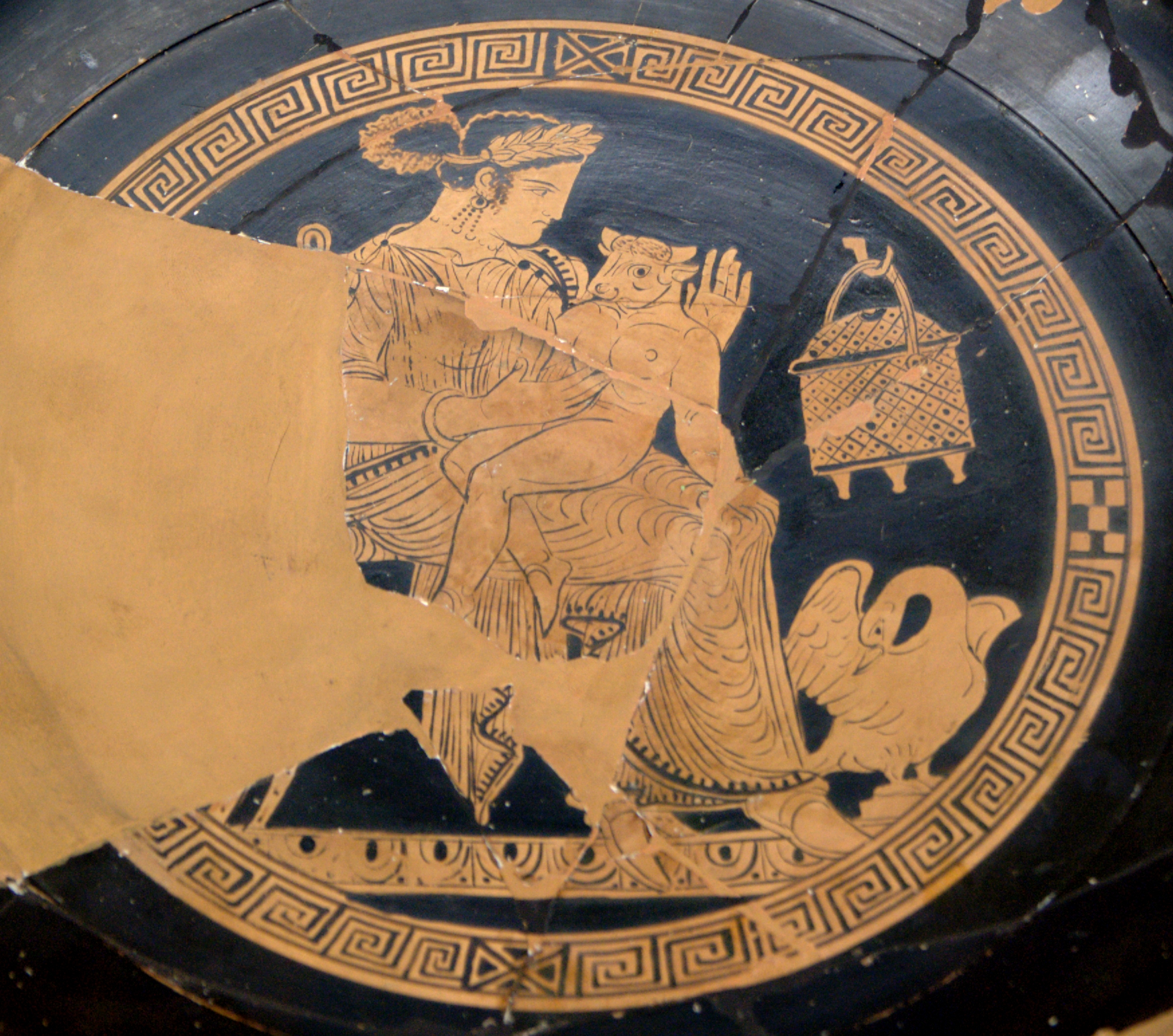
پاسیفا و مینوتور توندو یک قابیلکس ، 340-320 قبل از میلاد.

مینوس، پادشاه کرت پس از به تخت نشستن به خدای دریا، پوزئیدون، دعا کرد تا گاو نر سفیدی برای او بفرستد؛ ولی به جای قربانی کردن آن به‌دلیل زیبایی تصمیم گرفت گاو را نگاه دارد و امیدوار بود که خدا قربانی دیگری بپذیرد. پوزئیدون برای تنبیه مینوس، همسرش، پاسیفائه را عاشق آن گاو کرد. پاسیفائه از دایدالوس صنعتگر خواست که یک گاو چوبی توخالی برای جفت‌گیری برایش بسازد که از آن مینوتور را آبستن شد. مینوتور به عنوان فرزند غیرطبیعی یک زن و یک حیوان، بزرگ و وحشی شد و از گوشت انسان تغذیه می‌کرد. مینوس به توصیه وخشورِ دلفی از دایدالوس خواست هزارتوی غول‌پیکری برای نگهداری مینوتور در نزدیکی کاخش در کنوسوس بسازد.
پسر مینوس، آندروگِئوس، توسط آتنیان کشته شد و او به قصاص، از مردم آتن خواست تا ۱۴ جوان نجیب (هفت مرد جوان و هفت دوشیزه) را انتخاب کنند تا به عنوان قربانی مینوتور تقدیم شوند. نزدیک به سومین قربانی، قهرمان آتنی تسئوس داوطلب شد تا مینوتور را بکشد. آریادنه، دختر مینوس دیوانه‌وار عاشق تسئوس شد و به او کمک کرد تا به هزارتو راه پیدا کند. در بیشتر روایات، آدریانه یک توپ نخ به او داد تا راهش را پیدا کند.